# 여자를 증오한 남자들
여자를 증오한 남자들은 스티그 라르손의 소설이다. 젠더폭력을 큰 축으로 하는 추리소설이다. 2009년 스웨덴에서 영화화되었다. 이 작품이 대한민국에서 개봉된 것은 3년 후인 2012년 1월 5일이었다. 같은 해 1월 12일에 미국판 《여자를 증오한 남자들》이 함께 개봉되었다.

## 줄거리
미카엘 블룸크비스트는 탐사 보도로 인한 명예 훼손으로 징역을 살게 되었다. 기업가 헨릭 방에르의 초대를 받아서, 방에르 가의 역사를 정리해 달라는 부탁과 함께 1966년 여름에 실종된 조카 하리엣 방에르의 행방을 추적해 달라는 의뢰를 받았다. 조사를 하는 중 자신의 컴퓨터에 침입한 리스벳 살란데르의 존재를 알게 된다.

## 기타
- 《여자를 증오한 남자들1》. 뿔. 2011년. ISBN 9788901116150
- 《여자를 증오한 남자들2》. 뿔. 2011년. ISBN 9788901116167